# ルッツィンゲン
ルッツィンゲン (ドイツ語: Lutzingen) は、ドイツ連邦共和国バイエルン州シュヴァーベン行政管区のディリンゲン・アン・デア・ドナウ郡に属す町村（以下、本項では便宜上「町」と記述する）である。

## 地理
この町は、アウクスブルクの北西約 40 km に位置し、アウクスブルク開発計画地区に含まれる。
この町は3つのゲマインデタイル（村落、集落、開墾地などの小地区）からなる。
- アイヒベルガーホーフ
- ルッツィンゲン
- ウンターリーツハイム

また、この町は2つのゲマルクング（合併前の旧自治体にあたる地区）ルッツィンゲン（アイヒベルガーホーフおよびゴルトベルクアルム住宅地を含む）とウンターリーツハイムからなる。

## 歴史

### 自治体の成立まで
現在のウンターリーツハイム地区は、その修道院が1026年に Liedesheim という表記で初めて文献に記録された。1250年に初めて記録された集落は、長らくノイブルク＝ズルツバッハ公領に属し、ゲリヒト・ヘーヒシュテット（直訳: ヒーヒシュテット裁判所。当時は司法と行政が分利されていなかった）の管轄下に置かれた。ルッツィンゲンは1703年と1704年のヘーヒシュテット＝ブントハイムの戦いで酷く荒廃した。この地域は1777年にバイエルン選帝侯領の一部となった。1818年のバイエルン王国の自治体令によって行政上の自治体が成立した。

### 町村合併
地域再編に伴い、1978年5月1日にウンターリーツハイムがルッツィンゲンに合併した。ゴルトベルクアルム地区は、1980年に隣町のヘーヒシュテット・アン・デア・ドナウから移管された。

## 住民

### 人口推移
| 年         | 1961 | 1970 | 1987 | 1991 | 1995 | 2000 | 2005 | 2010 | 2015 | 2020 |
| ---------- | ---- | ---- | ---- | ---- | ---- | ---- | ---- | ---- | ---- | ---- |
| 人口（人） | 1005 | 0979 | 0983 | 0989 | 1016 | 1024 | 0959 | 0970 | 1005 | 0984 |

1988年から2018年までの間にこの町の人口は974人から994人に20人、約 2.1 % 増加した。

## 行政
2020年5月からクリスティアン・ヴェーバー (CSU) が町長を務めている。この選挙で彼は唯一の候補者であり、94.8 % の支持票を獲得して当選した。彼の前任者はオイゲン・ゲッツ (Freie Wähler) で、2008年5月から2020年4月まで町長を務めたが、2020年の選挙には立候補しなかった。
この町の町議会は8議席からなり、これに町長が加わる。

### 紋章
金地と赤地に左右二分割。向かって左（金地）は、左（向かって右）に湾曲した赤い翼の上に赤い冠（ビューゲルクローネ）。向かって右（赤地）は、3輪の銀の花を右前肢に持った金の獅子。
1976年、地域再編に伴い旧自治体のルッツィンゲンとウンターリーツハイムが新たな自治体ルッツィンゲンとして統合された。この紋章の向かって左半分は、旧ルッツィンゲンの紋章から採られた。翼は、聖ミヒャエルの象徴で、ルッツィンゲンの聖ミヒャエル教会を表している。冠は1268年以前にルッツィンゲンを治めていたシュタウフェン家にちなんでいる。また、冠は同時にドナウヴェルトの聖十字架修道院の最後の修道院長コーレスティン・ケーニヒスドルファーの紋章デザインでもある。向かって右半分はウンターリーツハイムを表している。意匠は、1732年から1735年までウンターリーツハイムの首席司祭を務めたコーレスティン・マイヤーの紋章から採られた。
この紋章は1988年に認可された。

### 行政共同体
この町は、ヘーヒシュテット・アン・デア・ドナウ行政共同体に参加している。

## 文化と見所

### 見所
- ルッツィンゲンのカトリックの教区教会である聖ミヒャエル教会とその司祭館
- ルッツィンゲンのエルベルク礼拝堂
- ウンターリーツハイムのカトリックの教区教会である聖レオンハルト教会
- ウンターリーツハイムのジョン・パウソン礼拝堂
- ウンターリーツハイムのエルベルク礼拝堂（1733年建造）
- 旧ウンターリーツハイム修道院
- ウンターリーツハイムの修道院ブルワリー
- アイヒベルガーホーフ（1704年の戦いの際にオイゲン公子が滞在した歴史的建造物）
- ゴルトベルクアルム（ゴルトベルクの山頂近くにある旅館。実際はフィニンゲンの町域内にある。）

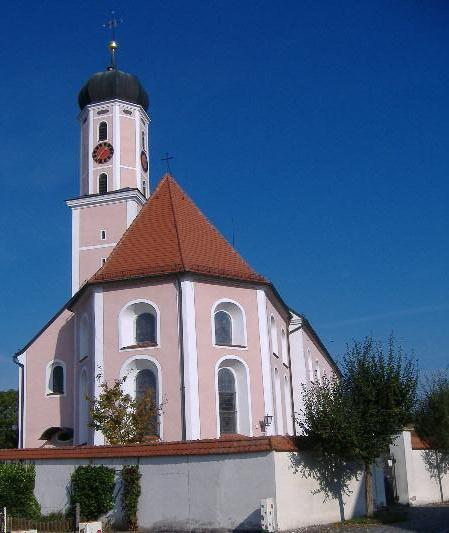
ルッツィンゲンの聖ミヒャエル教会
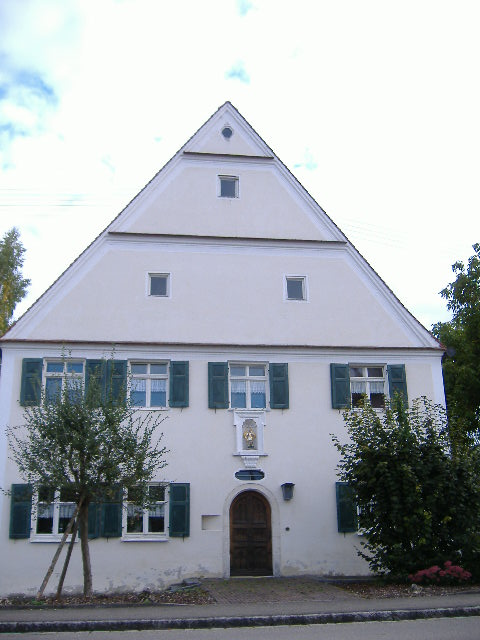
ルッツィンゲンの司祭館
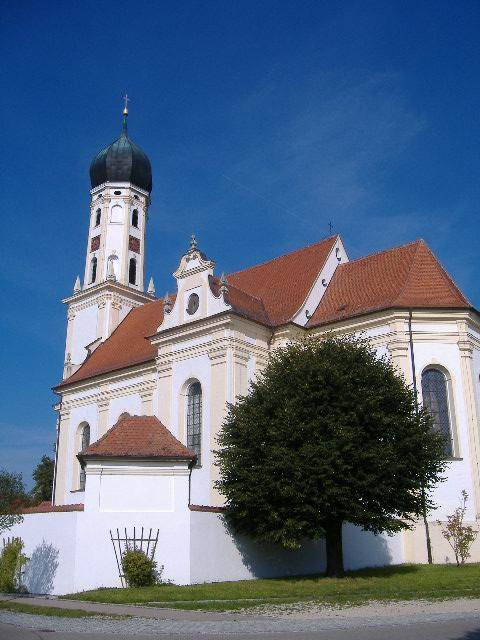
ウンターリーツハイムの聖レオンハルト教会

## 経済と社会資本

### 経済
統計局によれば、2022年現在、この町には68人の社会保険支配義務のある就労者に相当する職場がある。町内に住む社会保険支払い義務のある就労者は441人である。したがって、この町から町外へ通勤する人の数はこの町に通勤する人に比べ、373人多い。2020年現在、17軒の農家があり、農業用地は 488 ha である。このうち 328 ha が農耕地である。

### 教育
2023年現在、ルッツィンゲンには以下の施設がある。
- 児童施設 1か所: 定員43に対して35人が在籍している。職員数は8人である[12]。